# フランツ・ヴェルフェル

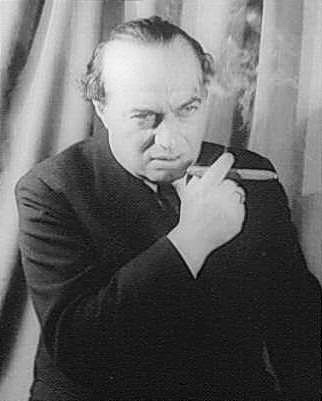
フランツ・ヴェルフェル。1940年撮影

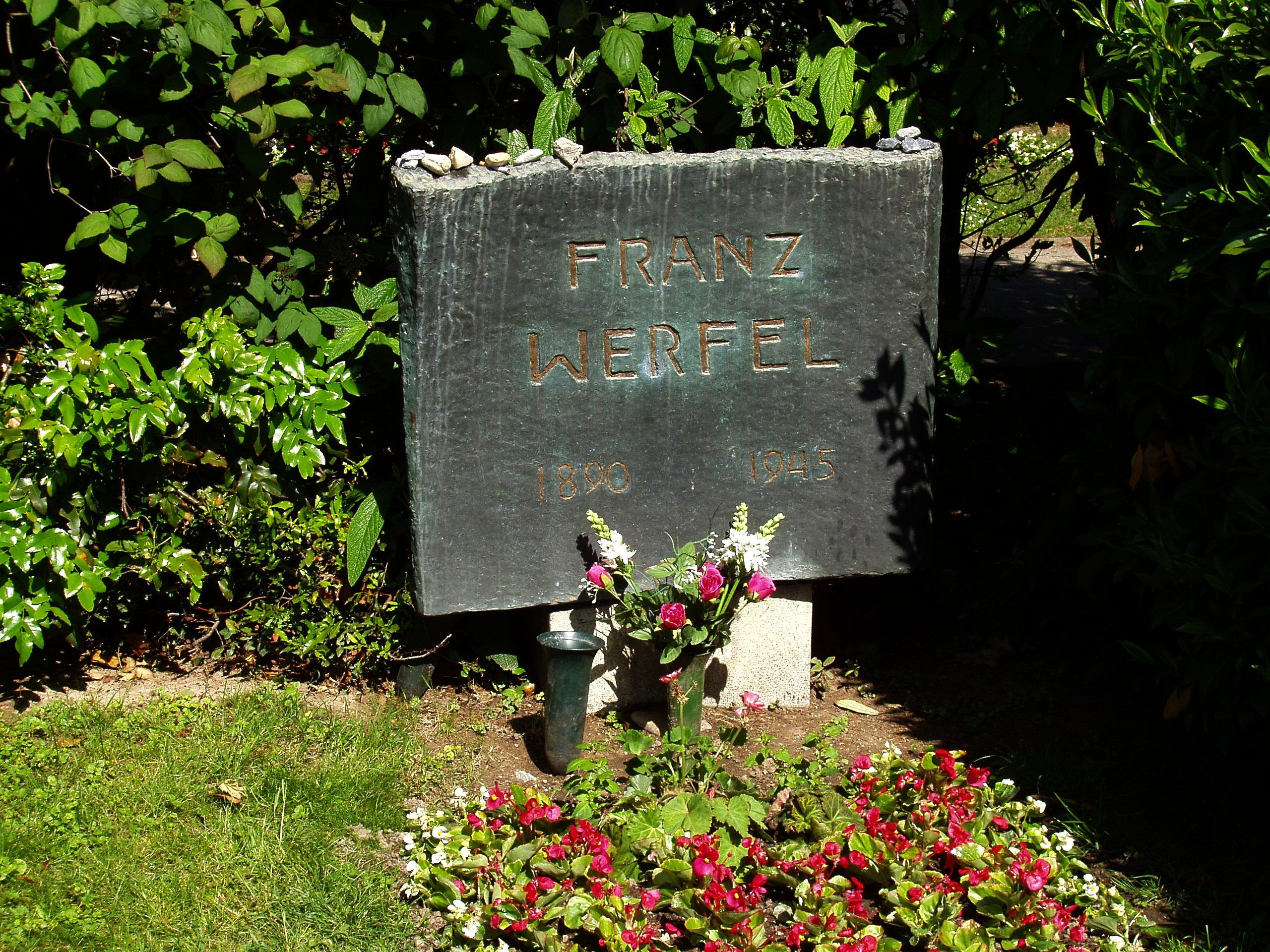
ウィーンにあるヴェルフェルの墓標

フランツ・ヴェルフェル（Franz Werfel, 1890年9月10日 - 1945年8月26日）は、オーストリアの小説家、劇作家、詩人である。グスタフ・マーラーの未亡人アルマの最後の結婚相手としても知られる。1920年代にはジュゼッペ・ヴェルディの多くのオペラをドイツ語に翻訳し、ドイツ語圏におけるヴェルディ・ブーム、いわゆる「ヴェルディ・ルネサンス」に貢献した。

## 生涯
1890年に、当時オーストリア＝ハンガリー帝国に属していたボヘミアのプラハに生まれる。彼はユダヤ人であり、20世紀初頭には同時代の他のユダヤ人知識人、たとえばフランツ・カフカ、マックス・ブロート、マルティン・ブーバーなどと親交を深めた。ヴェルフェルは第一次世界大戦にはオーストリア・ハンガリー帝国軍の一員として従軍、ロシア戦線および報道部隊に勤務したが、そのあからさまな平和主義の主張によって反逆罪容疑で逮捕されたこともあった。
1929年に、建築家ヴァルター・グロピウスと離別したばかりのアルマ・マーラーと結婚した。この頃既にヴェルフェルは小説家として名を成していたが、彼を真に有名にしたのは1933年の小説『モーセ山の四十日』(Die vierzig Tage des Musa Dagh ) であった。これはオスマン帝国で1915年に起きたアルメニア人虐殺を扱ったものである。
ユダヤ人であるヴェルフェルは、1938年のオーストリア合邦（アンシュルス）を受けて、アルマとともに故国を脱出する。初め2人はフランスに亡命した。ヴェルフェルはルルドを訪れ、そこでの体験と同地に祭られている聖人ベルナデット・スビルーの印象は後に小説『ベルナデットの歌』（Das Lied von  Bernadette , 1941年）となった。この小説は1943年にハリウッドで『聖処女』として映画化されている。翌年の独仏開戦とともにフランスも危険となり、マルセイユ在住のアメリカ人ジャーナリスト、ヴァリアン・フライの支援の下、アメリカ合衆国に再亡命した。アメリカでは南カリフォルニアに在住、同地で彼の最後の劇作『ヤコボウスキと大佐』(Jacobowsky und der Oberst ) が著されている。
ヴェルフェルは1945年に心筋梗塞のためロサンゼルスで亡くなった。彼の遺骸は当初ローズデール墓地に葬られたが、戦後、1975年にウィーンの中央墓地に改葬されている。

## ヴェルディ・ルネサンス
ヴェルフェルは若い頃よりオペラに親しみ、特に、この頃のドイツ語圏住民には珍しくジュゼッペ・ヴェルディが一番のお気に入りであった。彼は1924年に『ヴェルディ：オペラ小説』 (Verdi：Roman der Oper ) なる小説を著した。これは「イタリアに押し寄せるワーグナー・ブームに一人立ち向かうヴェルディ」といった趣の小説で、ヴェルディの書簡などから想を得てかなり自由な創作を加えたフィクションである。この小説は5年間で少なくとも6万部印刷され、それは類書中稀にみるベスト・セラーであった。2年後の1926年にはヴェルディの書簡選集もパウル・シュテファンとの共篇で出版、ドイツ語圏でのヴェルディ理解・受容を深化させようと努力した。
ヴェルフェルのヴェルディ紹介はこれに留まらなかった。彼はドイツ語圏でのヴェルディ・オペラ上演が、中期の有名作『リゴレット』、『イル・トロヴァトーレ』、『ラ・トラヴィアータ』の3作にばかり集中しているのを遺憾とし、1925年の『運命の力』ドイツ語翻訳を皮切りに、『シモン・ボッカネグラ』、『ドン・カルロ』の翻訳を行った。ヴェルフェルに共鳴した指揮者のゲオルク・ゲーラーも『ルイザ・ミラー』、『マクベス』の翻訳を行い、これらはドイツ、オーストリア、チェコスロヴァキアの各劇場で相次いで上演され、好評を博した。1930年代の初めには全ドイツにおけるヴェルディのオペラ上演本数はワーグナーのそれを一時的に凌駕するに至った。これをドイツ語圏における「ヴェルディ・ルネサンス」と称することがある。
ヴェルフェルのドイツ語版は単なる翻訳に留まらず、『運命の力』で有名な序曲を第1幕の後に演奏することを提案するなど、自由な解釈を伴うものだった。1930年代より指揮者のフリッツ・ブッシュ、演出家のカール・エーベルトをはじめとして、「ヴェルディ・ルネサンス」を支えた多くの芸術家がイギリス、アメリカに亡命し、やがてヴェルフェルもその後を追うようにアメリカに渡ると、この「ヴェルフェル版」の新解釈は英語圏でも一定の影響力を持つに至った（例えば1950年代-70年代のニューヨーク・メトロポリタン歌劇場での『運命の力』公演はヴェルフェル版の影響を受け、序曲の演奏箇所や場面順序が大きく移動していた）。

## オペラ化された作品
ヴェルフェル自らの戯曲のいくつかもオペラ化されている。
- エルンスト・クルシェネク『根城』（Die Zwingburg 、1924年、ベルリン）
- ダリウス・ミヨー『マクシミリアン』（Maximilien 、1932年、パリ）
- ロドヴィーコ・ロッカ『イヴノール山』（[Monte Ivnor 、1939年、ローマ）… 『モーセ山の四十日』を原作とする。

## 日本語訳
- 片山敏彦訳『ベルナデットの歌』エンデルレ書店、1950年 ASIN: B000JB1NJW
- 吉田正己訳『青春の罪』早川書房、1952年 ASIN: B000JBA3V6
- 福田幸夫訳『モーセ山の四十日』近代文芸社、1993年 ISBN 978-4773318937